# مراد محمد
مراد محمد (عربی: مراد محمد صباح؛ زادهٔ ۱ آوریل ۱۹۹۷) بازیکن فوتبال اهل عراق است.
وی همچنین در تیم‌های ملی فوتبال زیر ۲۳ سال عراق و عراق بازی کرده‌است.